# Gare d'Oshiage
La gare d'Oshiage (押上駅, Oshiage-eki) est une gare ferroviaire de la ville de Tokyo au Japon. Elle est située dans l'arrondissement de Sumida, près de la Tokyo Skytree. Depuis 2012, la gare a comme dénomination complémentaire "Skytree".
La gare d'Oshiage est une gare d'interconnexion entre les réseaux Tokyo Metro et Tōbu d'une part, et les réseaux Toei et Keisei d'autre part.

## Situation ferroviaire
La gare d'Oshiage est située au début des lignes Oshiage et Skytree (branche), et à la fin des lignes Asakusa et Hanzōmon.

## Histoire
La gare a été inaugurée le 3 novembre 1912 par la Keisei.

## Service des voyageurs

### Accès et accueil
La gare dispose d'un bâtiment voyageurs, avec guichet, ouvert tous les jours.

### Desserte

#### Keisei et Toei
Les deux lignes sont interconnectées.
- A Ligne Asakusa :
  - voies 1 et 2  : direction Sengakuji (interconnexion avec la ligne principale Keikyū pour Shinagawa et l'aéroport de Haneda) ou Nishi-Magome
- KS Ligne Oshiage :
  - voies 3 et 4 : direction Inba-Nihon-Idai, Shibayama-Chiyoda et l'aéroport de Narita

#### Tōbu et Tokyo Metro

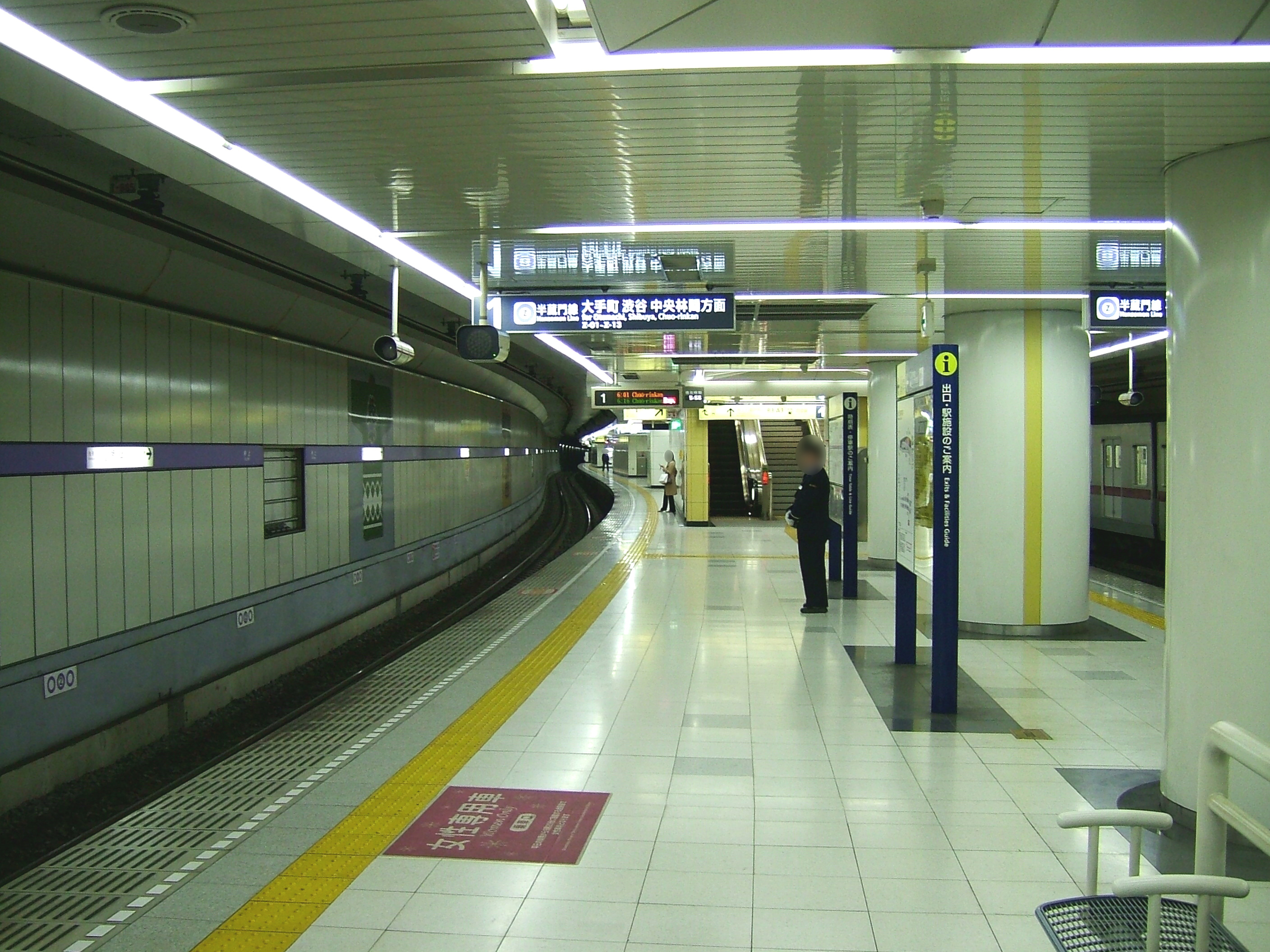
Quai de la ligne Hanzōmon

Les deux lignes sont interconnectées.
- Z Ligne Hanzōmon :
  - voie 1 à 3 : direction Shibuya (interconnexion avec la ligne Tōkyū Den-en-toshi pour Chūō-Rinkan)
- TS Ligne Skytree :
  - voie 4 : direction pour Tōbu-dōbutsu-kōen, Kuki et Minami-Kurihashi)